# Antonio Marchetti (medico)
Antonio Marchetti (Padova, 1640 – Padova, 22 ottobre 1730) è stato un medico e chirurgo italiano.

## Biografia
Noto anche come Antonius o Antonii de Marchettis o de Marchetis.
Nato da una nobile e antica famiglia padovana, era fratello di Domenico Marchetti e figlio di Pietro Marchetti, cui fu allievo.
Studiò all'Università di Padova dove si laureò in filosofia e medicina.
Fu professore nell'Università di Padova per 60 anni occupando le cattedre di anatomia dal 1670, di chirurgia ordinaria in primo luogo dal 1683 e di chirurgia dal 1726.
Chirurgo particolarmente abile, in vita godette di vasta fama e grande popolarità.

## Opere
- Tumores praeter naturam vniuerales, ac particulares hoc anno in archygimnasio patauino Explicabit, Patauii: Typis lo. Batistae Pasquati, 1688